# 키쿠치 아야카
키쿠치 아야카(일본어: 菊地 あやか, 1993년 6월 30일 ~ )는 일본의 전 패션 모델이며, 여성 아이돌 그룹 AKB48의 전 멤버이다. 본명·구 예명, 키쿠치 아야카 (菊地 彩香).
도쿄도 카츠시카 구 출신. 가족으로는 일반인 남편과 아이 3명이 있다.

## 내력

### 3기생 시절
2006년 12월 3일, 《제3기 AKB48 추가 멤버 오디션》에 합격. 2007년 4월 8일, AKB48 극장에서의 《팀B 1st Stage 〈청춘 걸즈〉》 첫날 공연으로, 구 팀B의 일원으로서 공연 데뷔. 〈로맨스, 필요 없어〉로 처음으로 선발 멤버가 되는 등, 카시와기 유키, 와타나베 마유 등과 함께 구 팀B의 주력으로서 활동한다.
공식 사이트상에서의 닉네임은, 〈아야링(あやりん)〉 또는 〈키쿠지(きくじ)〉, 〈키쿠지(きくぢ)〉. 본인은 〈키쿠지(きくぢ)〉가 아닌 〈아야링(あやりん)〉이라고 불러줬으면 좋겠다고 스테이지에서 말한 적이 있다.
2008년 7월 말, 교제하고 있던 남성과의 투 샷 스티커 사진이 인터넷에 유출, 다음달 공연을 모두 쉬는 등, 사실상의 출연 정지 상태에 들어가, 〈AKB48의 멤버로서의 자각에 흠진 경솔한 행동을 했다〉라며 동년 8월 15일 자로 해고가 발표되었다. 동시에 동년 6월부터 소속하고 있던 프로덕션 오기로부터도 계약 해제가 발표되었다(2010년 3월 1일 자로 재계약). 해고가 소문으로 흐르고 있던 동년 8월 13일에는 도쿄 스포츠가, 8월 14일에는 큐슈 스포츠가 사진·실명 입수로 해고를 보도했다. AKB48 공식 모바일 사이트 내의 마치우케 화면이나 챠쿠 보이스 등 관련 콘텐츠는 전부 삭제되었지만, 나프 스타로 전달된 〈Baby! Baby! Baby!〉의 메이킹 영상은 남겨졌다.

### 7기생 시절
2008년 11월, 《AKB48 제4회 연구생 (7기생) 오디션》에 합격해, 동년 12월 20일에 개최돈 콘서트에서 연구생으로서 복귀했다. 2009년 1월 18일, 공식 블로그에서 정식으로 복귀가 발표되었다. 이것을 계기로, 예명 〈키쿠치 아야카(菊地あやか)〉를 사용하는 것이 되었다.
2009년 8월 23일에 개최된 《요미우리 신문 창간 135주년 기념 콘서트 AKB104 선발 멤버 조각 축제》의 밤공연에서, 동년 10월에 팀K로 승격하는 것이 발표되어, 2010년 3월 12일에 팀K로 승격하여 502일 만에 정규 멤버로 복귀하였다. 또, AKB48의 각 팀 재편 후에는 팀K가 가장 빨리 신 체제로의 공연을 개시했기 때문에, 마츠이 사키코와 함께 7기생 중 첫 승격자가 되었다. CD 선발 멤버로서는, 〈RIVER〉의 커플링곡 〈너가 좋으니까〉로 언더 걸즈로서 복귀했다. 그 후, 《주간 영 점프》(슈에이샤)의 스페셜 유닛, 팀YJ의 멤버로 팀 연구생(당시) 중에서 유일하게 선택되었다. 그리고, 2010년 3월 17일에 와타리로카하시리타이에 더해지는 것이 발표되어, 2010년 3월 1일 자로 약 1년 반 만에 프로덕션 오기 소속이 되었다.
2010년 11월 27일에 개최된 《TOKYO 교통 안전 캠페인 교통 사고 방지 래핑 버스 발표회》에 게스트로서 출석했다. 또, 동년에는 영화 《×게임》에도 출연했다.
2011년 4월 16일에 쿄세라 돔 오사카에서 개최된 전국 악수회 이벤트 〈“AKB48 축제”Powered by 《네모우스 TV》〉에서 21st 싱글 〈Everyday, 카츄샤〉가 첫 피로된 후에, 동곡의 싱글 선발 멤버로 선정된 것이 밝혀졌다. 키쿠치의 선발은 9th 전달 싱글 〈Baby! Baby! Baby!〉 이래 약 3년 만이 된다.
2012년 5월부터 6월에 걸쳐 실시된 《AKB48 27th 싱글 선발 총선거》에서는 51위로, 퓨쳐 걸즈에 들어갔다.
2012년 8월 24일에 개최된 《AKB48 in TOKYO DOME ~1830m의 꿈~》 첫날 공연에서, 팀A로 이동하는 것이 발표되었다.
2012년 11월 1일, 팀A로 이동. 11월 2일, 팀A 웨이팅 공연의 스타팅 멤버로서 신 팀에서의 활동을 개시한다.
2013년 5월부터 6월에 걸쳐 실시된 《AKB48 32nd 싱글 선발 총선거》에서는 51위로, 퓨쳐 걸즈에 들어갔다.
2014년 2월 24일에 개최된 《AKB48 그룹 대조각 축제》에서, NMB48 팀N으로 이적하는 것이 발표되었지만, 이의를 제기해 이적은 취소가 되어, 27일, AKB48 팀A에 잔류하는 것이 확정되었다. 같은 날, 이의를 제기한 이유에 대해, 자신의 Google+ 어카운트로 〈아직 나에게는 AKB에서 하지 못한 것이 있다〉고 말했다.
2014년 4월 13일에 개최된 팀A 웨이팅 공연(밤 공연)에서, AKB48를 졸업하는 것을 발표했다. 동년 4월 21일에 개최된 팀A 웨이팅 공연(요코야마 팀A 마지막 공연)이 극장 최종 공연이 되어, AKB48를 졸업했다. 동년 9월 23일에 파시피코 요코하마에서 행해질 《〈앞 밖에 보지 않아〉 극장반 발매 기념 대악수회》를 가지고, AKB48로서의 활동을 종료했다.

### 솔로 활동의 시작
2014년 4월 23일에 발매된 여성 패션 잡지 《MAQUIA》 6월호(슈에이샤)부터 전속 모델을 맡는다.
2014년 12월 21일에 공식 블로그에서, 교제하고 있던 연상의 일반 남성과 혼인 신고서를 2014년 11월 22일에 제출했던 것을 임신과 함께 발표했다.
2016년 5월 31일자로 프로덕션 오기의 계약을 종료하였다.
2017년 3월 10일에 둘째 아이 여아를 출산.

### 소속 사무소 편력
1. AKS (2007년 4월 8일 ~ 2008년 6월 27일)
2. 프로덕션 오기 (2008년 6월 28일 ~ 2008년 8월 14일 자로 계약 해제)
3. AKS (2008년 12월 20일 ~ 2010년 2월 28일)
4. 프로덕션 오기 (2010년 3월 1일 ~ 2016년 5월 31일)

## 인물
- 아이돌을 좋아해, 처음으로 산 CD는 〈LOVE머신〉[15].
- 성우·미즈키 나나의 팬이다[16][17].
- 전 육상부이다.
- 남동생이 있다.
- 요리에 서투르다.
- 오뎅을 좋아한다[15]. 현재는 일반인남편과 아이가 있다.[14].

### AKB48 관련
- 캐치프레이즈는, 〈미소 천사, 스마이링링링, 스무살인 아야링이라고 하는 키쿠치 아야카입니다.〉.
- 구 팀B 시절부터 나카가와 하루카와 사이가 좋다. 또, 사토 스미레는 가장 친한 멤버로 키쿠치를 들고 있고, 스즈키 시호리도 1오시 멤버로 키쿠치를 들고 있다.

## AKB48에서의 참가곡

### 싱글 CD 선발곡
- ロマンス、イラネ / 로맨스, 필요 없어
- 桜の花びらたち2008 / 벚꽃의 꽃잎들 2008
- Baby! Baby! Baby!
- 〈RIVER〉에 수록
  - 君のことが好きだから / 너가 좋으니까 - 언더 걸즈 명의
- 〈桜の栞 벚꽃 책갈피〉에 수록
  - Choose me! - 팀YJ 명의
- 〈ポニーテールとシュシュ 포니테일과 슈슈〉에 수록
  - 盗まれた唇 / 도둑맞은 입술 - 언더 걸즈 명의
- 〈Beginner〉에 수록
  - 僕だけのvalue / 나만의 value - 언더 걸즈 명의
- 〈チャンスの順番 찬스의 차례〉에 수록
  - ALIVE - 팀K 명의
- 〈桜の木になろう 벚나무가 되리〉에 수록
  - 偶然の十字路 / 우연의 십자로 - 언더 걸즈 명의
- Everyday、カチューシャ / Everyday, 카츄샤
- 〈フライングゲット 플라잉 겟〉에 수록
  - 青春と気づかないまま / 청춘이란 걸 깨닫지 못한 채
- 〈風は吹いている 바람은 불고 있어〉에 수록
  - 君の背中 / 너의 등 - 언더 걸즈 명의
- 上からマリコ / 위에서부터 마리코
  - ゼロサム太陽 / 제로섬 태양 - 팀K 명의
- 〈GIVE ME FIVE!〉에 수록
  - 羊飼いの旅 / 목동의 여행 - 스페셜 걸즈B 명의
- 〈真夏のSounds good ! 한여름의 Sounds good !〉에 수록
  - 3つの涙 / 3개의 눈물 - 스페셜 걸즈 명의
- 〈ギンガムチェック 깅엄 체크〉에 수록
  - Show fight! - 퓨쳐 걸즈 명의
- 〈UZA〉에 수록
  - 孤独な星空 / 고독한 별하늘 - 팀A 명의
- 〈永遠プレッシャー 영원 프레셔〉에 수록
  - 私たちのReason / 우리의 Reason
- 〈So long !〉에 수록
  - Waiting room - 언더 걸즈 명의
  - Ruby - 시노다 팀A 명의
- さよならクロール / 안녕 크롤
  - イキルコト / 살아가는 것 - 팀A 명의
- 〈恋するフォーチュンクッキー 사랑하는 포춘 쿠키〉에 수록
  - 推定マーマレード / 추정 마멀레이드 - 퓨쳐 걸즈 명의
- 〈ハート・エレキ 하트 일렉트릭 기타〉에 수록
  - 快速と動体視力 / 쾌속과 동체 시력 - 언더 걸즈 명의
  - キスまでカウントダウン / 키스까지 카운트다운 - 팀A 명의
- 鈴懸の木の道で「君の微笑みを夢に見る」と言ってしまったら僕たちの関係はどう変わってしまうのか、僕なりに何日か考えた上でのやや気恥ずかしい結論のようなもの / 플라타너스 나무가 서 있는 길에서 「네 미소가 꿈에 나왔어」라고 말해버린다면 우리들의 관계는 어떻게 변하는 걸까, 나 나름대로 며칠이고 생각해본 후의 조금 부끄러운 결론처럼
- 〈前しか向かねえ 앞 밖에 보지 않아〉에 수록
  - 君の嘘を知っていた / 네 거짓말을 알고 있었어 - Beauty Giraffes 명의

### 앨범 CD 선발곡
- 《神曲たち 최고의 곡들》에 수록
  - Baby! Baby! Baby! Baby!
  - 君と虹と太陽と / 너와 무지개와 태양과
- 《ここにいたこと 여기에 있던 것》에 수록
  - 僕にできること / 내가 할 수 있는 것
  - わがままコレクション / 제멋대로 컬렉션
  - ここにいたこと / 여기에 있던 것
- 《1830m》에 수록
  - 家出の夜 / 가출의 밤 - 팀K 명의
  - 青空よ 寂しくないか? / 푸른 하늘이여 외롭지 않은가? - AKB48+SKE48+NMB48+HKT48 명의
- 《次の足跡 다음 발자국》에 수록
  - 確信がもてるもの / 확신하는 것 - 팀A 명의

## 출연

### 드라마
- 마지스카 학원 최종화 (2010년 3월 26일, TV 도쿄) - 마지스카 여학원 학생 역
- 마지스카 학원 2 제2화 ~ 최종화 (2011년 4월 22일 ~ 7월 1일, TV 도쿄) - 컴백 역
- So long ! 제1화 (2013년 2월 11일, 닛폰 TV)

### 영화
- 스리 데이 보이즈 (2009년 7월 4일, FREAK ENTERTAINMENT)
- ×게임 (2010년 9월 18일, 졸리 로저)
- 메리 씨의 전화 (2011년 2월 12일, 아르 그레이 필름) - 주연·마유코 역
- 시노비도-SHINOBIDO- (2012년 2월 4일, 졸리 로저)
- 틈새녀 극장판 (2014년 3월 1일, 찬스 인) - 주연·타모 코하루 역

### 애니메이션
- 크레용 신 짱 (2012년 3월 9일·16일, TV 아사히) - 아야링 역

### 버라이어티
- AKB1시59분! (2008년 1월 24일 ~ 3월 27일, 닛폰 TV)
- AKB0시59분! (2008년 5월 5일 ~ 26일·6월 30일 ~ 7월 21일, 닛폰 TV)
- 주간AKB (2009년 8월 14일 ~ 2012년 11월 30일 부정기 출연, TV 도쿄)
- AKBINGO! (2009년 8월 26일 ~ 부정기 출연, 닛폰 TV)
- AKB 네모우스 TV (패밀리 극장)
  - 스페셜~팀 대항! 봄 볼링 대회~ (2010년 4월 30일)
  - 시즌7 (2011년 7월 24·31일)
- 열혈 BO-SO TV (2010년 9월 11일, 치바 TV)
- AKB와 ××! (2011년 10월 21일, 요미우리 TV)
- AKB48 콩트 〈미묘~〉 (2011년 10월 27일·11월 24일·2012년 1월 19일·1월 26일·2월 23일, 히카리 TV)
- AKB48의 너, 누구? (2012년 4월 30일 ~ 부정기 출연, NOTTV)
- 미묘~한 문 AKB48의 가치챠레 (2012년 8월 31일, 히카리 TV)
- 이나가와 준지의 무서운 이야기 본가본원 7밤 연속 SP (2013년 8월 12일 ~ 18일, NOTTV) - 노나카 미사토와 함께, 안내 역 담당
- AKB48의 유유 타이페이 (2013년 8월 24일, BS닛폰)
- 겨울도 이나가와! 공포의 현장 7밤 연속 SP (2014년 2월 1일 ~ 6일, NOTTV) - 노나카 미사토와 함께, 안내 역 담당

### PV
- 윤학 from 초신성 〈너의 모든 걸 사랑하고 있었어〉 (2014년 1월 29일)

### 잡지
- MAQUIA (2014년 6월호 ~ , 슈에이샤) - 전속 모델

## 서적

### 캘린더
- 키쿠치 아야카 2012년 캘린더 (2011년 11월 19일, 하고로모)
- 탁상 키쿠치 아야카 2013년 캘린더 (2012년 12월 7일, 하고로모)
- 탁상 키쿠치 아야카 2014년 캘린더 (2013년 12월 6일, 하고로모)